# Goera vinata
Goera vinata is een schietmot uit de familie Goeridae. De soort komt voor in het Oriëntaals gebied.